# Urbise
Urbise é uma comuna francesa na região administrativa de Auvérnia-Ródano-Alpes, no departamento de Loire. Estende-se por uma área de 15,5 km². Em 2010 a comuna tinha 133 habitantes (densidade: 8,6 hab./km²).